# 馮皇后 (後晉)
冯皇后（?—?），本名不詳，后晋出帝石重贵皇后，长得异常美艳，其父鄴都副留守冯濛，兄長冯玉。最初，后晋高祖石敬瑭喜爱幼弟石重胤，竟收为养子。石重胤留守鄴都，娶副留守冯濛女儿为妻，石重胤早卒，冯夫人寡居，石敬瑭的侄兒齐王石重贵垂涎馮氏的美色。
高祖石敬瑭去世，尚未出殡，新皇帝石重贵就将冯氏纳为吴国夫人。群臣皆贺，石重贵对宰相冯道等说道：“皇太后之命，在卿等面前不应太高兴（与卿等不任大庆）。”等群臣出宫後，石重贵馬上与馮夫人飲酒作樂，走到石敬瑭灵前，酒洒于地祭奠：“皇太后之命，在先帝面前不应太高兴。”左右侍从皆忍不住失笑，石重贵自己也笑了，对左右说：“我這新郎今天作得如何？”而冯夫人与左右皆大笑。李太后虽然生气，卻也對此无可奈何。
天福八年（943年）十月，立吴国夫人冯氏为皇后。冯氏正位中宫后，屡屡干预政事。开运三年（946年），契丹入京师灭后晋，冯皇后和出帝石重贵被辽国北迁，后汉乾祐二年（949年）二月，李太后、石重贵與冯皇后在建州（今辽宁营口）种田，之后不知所终。

## 延伸阅读
[在维基数据编辑]
 《舊五代史·卷86》，出自薛居正《舊五代史》